# Aeolothrips occidentalis
Aeolothrips occidentalis är en insektsart som beskrevs av Bailey 1951. Aeolothrips occidentalis ingår i släktet Aeolothrips och familjen rovtripsar. Inga underarter finns listade i Catalogue of Life.